# Roś (dopływ Niemna)
Roś (biał. Рось) – rzeka w obwodzie grodzieńskim na Białorusi, lewy dopływ Niemna. Długość rzeki wynosi 99 km, a powierzchnia zlewni 1250 km². Płynie z południowego wschodu na północny zachód, poprzez miejscowości Roś i Mścibów, oraz miasto Wołkowysk.

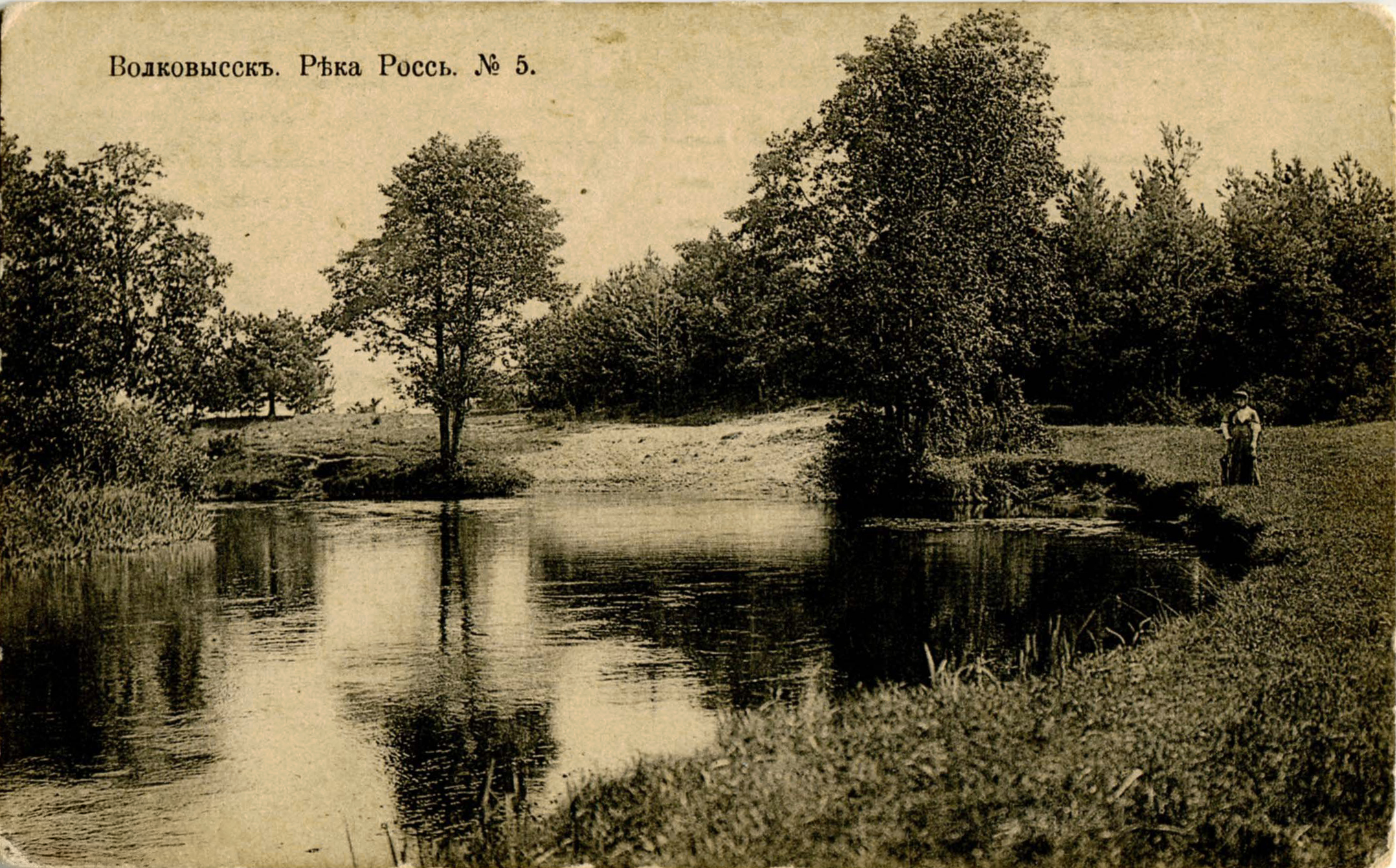
Roś w okolicach Wołkowyska (1910 rok)

## Główne dopływy
- Prawe: Chorążanka, Wołkowyja. Pliszcza
- Lewe: Święcica, Nietupa